# Arcadia Planitia
Arcadia Planitia é uma planície suave com fluxos de lava geologicamente recentes e fluxos vulcânicos do período Amazoniano em Marte. Ela recebeu esse nome de Giovanni Schiaparelli em 1882, nome que vem da região de Arcadia da Grécia Antiga. Os cones de escórias e fluxos de lava de Arcadia Planitia datam do período Amazoniano. Isso inclui uma grande região de materiais eólicos formada recentemente derivada de processos periglaciais. Arcadia Planitia localiza-se a noroeste da região de Tharsis nas terras baixas setentrionais, abrangendo a região que vai de 40-60° norte e 150-180° oeste no quadrângulo de Cebrenia sendo centrada a 46.7 N 192.0 E. A região de Arcadia marca a transição de um terreno repleto de crateras minúsculas ao norte a um terreno muito antigo bastante impactado ao sul. A leste a região se encontra com os vulcões Alba Mons. Sua elevação relativa ao datum geodésico varia entre 0 e -3 km.
Em várias partes das áreas baixas de Arcadia, encontram-se estriações e tergos sub paralelos. Essas formações indicam movimento de materiais próximos à superfície e são similares a formações na Terra onde os materiais próximos à superfície fluem juntos muito vagarosamente com a ajuda do congelamento e expansão da água localizada entre as camadas do solo. Isso sustenta a proposta de que haja gelo próximo à superfície nessa área. Essa área representa um local de interesse para uma investigação mais aprofundada pelos cientistas. Um website para o Linux recebeu o nome dessa região, JCM Arcadia Planitia.